# Альбино (кардинал)
Альбино (Albino, Can. Reg. Of S. Maria Di Crescenziano, также известный как Albino da Milano) — католический церковный деятель XII века. На консистории в середине 1182 года был провозглашен кардиналом-дьяконом с титулярной диаконией Санта-Мария-Нуова. В 1185 году стал кардиналом-священником с титулом церкви Санта-Кроче-ин-Джерусалемме. В 1189 году стал кардиналом-епископом диоцеза Альбано. Участвовал в выборах папы 1185 (Урбан III), 1187 (Григорий VIII), 1187 (Климент III) и 1191 (Целестин III) годов.